# Ryūō no oshigoto!
Ryūō no oshigoto! (りゅうおうのおしごと！? lett. "Il lavoro di un ryūō") è una serie di light novel scritta da Shirō Shiratori e illustrata da Shirabi, edita da SB Creative, sotto l'etichetta GA Bunko, da settembre 2015. Un adattamento manga è stato serializzato sulla rivista Young Gangan di Square Enix dal 2 ottobre 2015 al 2 agosto 2019, mentre un adattamento anime, prodotto da Project No.9, è stato trasmesso in Giappone tra l'8 gennaio e il 26 marzo 2018.

## Personaggi
Yaichi Kuzuryū (九頭竜 八一?, Kuzuryū Yaichi)
Doppiato da: Yūma Uchida
Ai Hinazuru (雛鶴 あい?, Hinazuru Ai)
Doppiata da: Rina Hidaka
Ai Yashajin (夜叉神 天衣?, Yashajin Ai)
Doppiata da: Ayane Sakura
Ginko Sora (空 銀子?, Sora Ginko)
Doppiata da: Hisako Kanemoto
Keika Kiyotaki (清滝 桂香?, Kiyotaki Keika)
Doppiata da: Ai Kayano
Mio Mizukoshi (水越 澪?, Mizukoshi Mio)
Doppiata da: Yurika Kubo
Ayano Sadatō (貞任 綾乃?, Sadatō Ayano)
Doppiata da: Chinami Hashimoto
Charlotte Izoard (シャルロット・イゾアール?, Sharurotto Izoāru)
Doppiata da: Yui Ogura

## Media

### Light novel
La serie di light novel è stata scritta da Shirō Shiratori con le illustrazioni di Shirabi. Il primo volume è stato pubblicato da SB Creative, sotto l'etichetta GA Bunko, il 15 settembre 2015 e al 12 luglio 2025 ne sono stati messi in vendita in tutto venti. I diritti di distribuzione in lingua inglese sono stati acquistati da BookWalker.
| Nº   | Data di prima pubblicazione                 | Data di prima pubblicazione                                                                                                   | Data di prima pubblicazione |
| Nº   | Giapponese                                  | Giapponese |                             |
| ---- | ------------------------------------------- | --- | --------------------------- |
| 1    | 15 settembre 2015                           | ISBN 978-4-7973-8484-0 |                             |
| 2    | 15 gennaio 2016 (ed. regolare & limitata)   | ISBN 978-4-7973-8676-9 (ed. regolare) ISBN 978-4-7973-8490-1 (ed. limitata con drama-CD)                                      |                             |
| 3    | 14 maggio 2016                              | ISBN 978-4-7973-8817-6 |                             |
| 4    | 15 settembre 2016 (ed. regolare & limitata) | ISBN 978-4-7973-8818-3 (ed. regolare) ISBN 978-4-7973-8819-0 (ed. limitata con drama-CD)                                      |                             |
| 5    | 15 febbraio 2017 (ed. regolare & limitata)  | ISBN 978-4-7973-9009-4 (ed. regolare) ISBN 978-4-7973-9010-0 (ed. limitata)                                                   |                             |
| 6    | 15 luglio 2017 (ed. regolare & limitata)    | ISBN 978-4-7973-9189-3 (ed. regolare) ISBN 978-4-7973-9190-9 (ed. limitata con drama-CD)                                      |                             |
| 7    | 15 gennaio 2018 (ed. regolare & limitata)   | ISBN 978-4-7973-9550-1 (ed. regolare) ISBN 978-4-7973-9429-0 (ed. limitata con drama-CD)                                      |                             |
| 8    | 15 marzo 2018                               | ISBN 978-4-7973-9592-1 |                             |
| 9    | 10 agosto 2018                              | ISBN 978-4-79-739627-0 (ed. regolare) ISBN 978-4-79-739626-3 (ed. limitata con drama-CD)                                      |                             |
| 10   | 15 febbraio 2019                            | ISBN 978-4-81-560101-0 (ed. regolare) ISBN 978-4-81-560102-7 (ed. limitata)                                                   |                             |
| 11   | 9 agosto 2019                               | ISBN 978-4-81-560378-6 (ed. regolare) ISBN 978-4-81-560296-3 (ed. limitata con drama-CD)                                      |                             |
| 12   | 14 febbraio 2020                            | ISBN 978-4-81-560533-9 (ed. regolare) ISBN 978-4-81-560494-3 (ed. limitata)                                                   |                             |
| 13   | 6 agosto 2020                               | ISBN 978-4-81-560644-2 |                             |
| 14   | 13 febbraio 2021                            | ISBN 978-4-81-560660-2 (ed. limitata con drama-CD) ISBN 978-4-81-560788-3 (ed. limitata con drama-CD e copertina alternativa) |                             |
| 15   | 14 settembre 2021                           | ISBN 978-4-8156-1094-4 (ed. regolare) ISBN 978-4-8156-1093-7 (ed. limitata)                                                   |                             |
| 15.5 | 17 dicembre 2021                            | ISBN 978-4-8156-1469-0 |                             |
| 16   | 14 aprile 2022                              | ISBN 978-4-8156-1502-4 (ed. regolare) ISBN 978-4-8156-1503-1 (ed. limitata)                                                   |                             |
| 16.5 | 15 dicembre 2022                            | ISBN 978-4-8156-1850-6 |                             |
| 17   | 15 dicembre 2022                            | ISBN 978-4-8156-1790-5 |                             |
| 17.5 | 14 luglio 2023                              | ISBN 978-4-8156-2242-8 |                             |
| 18   | 14 luglio 2023                              | ISBN 978-4-8156-2243-5 |                             |
| 19   | 15 giugno 2024                              | ISBN 978-4-8156-2586-3 |                             |
| 20   | 12 luglio 2025                              | ISBN 978-4-8156-2699-0 (ed. limitata) ISBN 978-4-8156-2700-3 (ed. limitata con set espositivo)                                |                             |

### Manga
Un adattamento manga di Kogetaokoge è stato serializzato sulla rivista Young Gangan di Square Enix dal 2 ottobre 2015 al 2 agosto 2019. Dieci volumi sono stati pubblicati tra il 13 gennaio 2016 e il 9 agosto 2019.

#### Volumi
| Nº | Data di prima pubblicazione | Data di prima pubblicazione | Data di prima pubblicazione |
| Nº | Giapponese                  | Giapponese                  |                             |
| -- | --------------------------- | --------------------------- | --------------------------- |
| 1  | 13 gennaio 2016             | ISBN 978-4-7575-4856-5      |                             |
| 2  | 12 maggio 2016              | ISBN 978-4-7575-4992-0      |                             |
| 3  | 13 settembre 2016           | ISBN 978-4-7575-5071-1      |                             |
| 4  | 13 febbraio 2017            | ISBN 978-4-7575-5243-2      |                             |
| 5  | 13 luglio 2017              | ISBN 978-4-7575-5400-9      |                             |
| 6  | 25 dicembre 2017            | ISBN 978-4-7575-5562-4      |                             |
| 7  | 13 marzo 2018               | ISBN 978-4-7575-5652-2      |                             |
| 8  | 8 agosto 2018               | ISBN 978-4-75-755802-1      |                             |
| 9  | 13 febbraio 2019            | ISBN 978-4-75-756006-2      |                             |
| 10 | 9 agosto 2019               | ISBN 978-4-75-756244-8      |                             |

### Anime
Un adattamento anime, prodotto da Project No.9 e diretto da Shinsuke Yanagi, è andato in onda dall'8 gennaio al 26 marzo 2018. La composizione della serie è stata affidata a Fumihiko Shimo, mentre la colonna sonora è stata composta da Kenji Kawai. Le sigle di apertura e chiusura sono rispettivamente Kore kara (コレカラ?) di Machico e Mamoritai mono no tame ni (守りたいもののために?) di Miku Itō. In varie parti del mondo gli episodi sono stati trasmessi in streaming in simulcast da Crunchyroll.

#### Episodi
| Nº | Titolo italiano (traduzione letterale) Giapponese 「Kanji」 - Rōmaji       | In onda          | In onda |
| Nº | Titolo italiano (traduzione letterale) Giapponese 「Kanji」 - Rōmaji       | Giapponese       |         |
| 1  | La discepola non invitata 「押しかけ弟子」 - Oshikake deshi                | 8 gennaio 2018   |         |
| 2  | Vita quotidiana con la discepola 「弟子のいる日常」 - Deshi no iru nichijō | 15 gennaio 2018  |         |
| 3  | L'esame del corso di allenamento 「研修会試験」 - Kenshū-kai shiken        | 22 gennaio 2018  |         |
| 4  | Un'altra Ai 「もう一人のあい」 - Mō hitori no Ai                           | 29 gennaio 2018  |         |
| 5  | Impeccabile 「天衣無縫」 - Ten'imuhō                                       | 5 febbraio 2018  |         |
| 6  | All-Rounder 「オールラウンダー」 - Ōruraundā                               | 12 febbraio 2018 |         |
| 7  | Alla me di dieci anni 「十才のわたしへ」 - Jussai no watashi e             | 19 febbraio 2018 |         |
| 8  | Il primo torneo 「はじめての大会」 - Hajimete no taikai                    | 26 febbraio 2018 |         |
| 9  | Primo agosto 「八月一日」 - Hachigatsu tsuitachi                           | 5 marzo 2018     |         |
| 10 | Spinning Dragon 「スピニングドラゴン」 - Supiningu Doragon                 | 12 marzo 2018    |         |
| 11 | Auguri 「寿」 - Kotobuki                                                   | 19 marzo 2018    |         |
| 12 | Giudizio finale 「最後の審判」 - Saigo no shinpan                          | 26 marzo 2018    |         |

## Accoglienza
La serie di light novel si è classificata al primo posto nell'edizione del 2017 della guida Kono light novel ga sugoi!.